# Szymonki (województwo dolnośląskie)
Szymonki (alt. Szymanki, niestandaryzowanie Klasztor; niem. Berg Neuland / Simonishäuser) – dawna kolonia wsi Niwnice, w województwie dolnośląskim, w powiecie lwóweckim, w gminie Lwówek Śląski, powstała między 1700–1703; obecnie nie istnieje. Przysiółek nie występuje w spisach miejscowości oraz nie posiada kodu GUS TERYT. Polska, niestandaryzowana nazwa to „Klasztor”. Jest to zrujnowana miejscowość o skupionej zabudowie, leżąca na Pogórzu Izerskim, na zalesionych stokach wzgórza Twardziel (315 m n.p.m.), na wysokości 290–310 m n.p.m. Miejsce o szczególnym znaczeniu historycznym i religijnym, obecnie zachowane w formie ruin. Leży na północny wschód od Niwnic.

## Historia
Początki osady sięgają końca XVII wieku i są ściśle związane z działalnością religijną rodu von Nostitz, właścicieli Niwnic. Około 1600 roku jeden z przodków hrabiego Christiana Wenzela von Nostitz odbył pieszą pielgrzymkę do Jerozolimy. Stulecie tego wydarzenia uczczono budową barokowego kościoła na wzgórzu Twardziel, której fundatorem był sam hrabia. Prace rozpoczęły się we wrześniu 1700 roku, a ukończono je w 1703.
W pobliżu świątyni powstało kilka innych obiektów, w tym Dom Świętego Szymona – budynek o niejasnym przeznaczeniu. Według źródeł mógł on być zarówno dworkiem myśliwskim, jak i domem pielgrzyma lub kaplicą. Znajdowała się w nim m.in. naturalnej wielkości rzeźba Ostatniej Wieczerzy, wykonana z drewna przez włoskich mistrzów najprawdopodobniej w XVI wieku, której dalsze losy pozostają nieznane.
Szymonki stanowiły w XVIII i XIX wieku znane miejsce pielgrzymkowe. Co roku, dwie niedziele przed i po Wielkanocy, odbywały się tam odpusty wielkanocne, które przyciągały wiernych ze Śląska, Łużyc, a nawet Czech. Miejsce zyskało miano „górskiego sanktuarium”, a jego popularność przyczyniła się do powstania małej osady wokół kompleksu klasztornego.
W pierwszej połowie XIX wieku ówczesna właścicielka Niwnic, hrabina von Nassau, ufundowała w pobliżu żeński klasztor oraz dom opieki. Przy dwurzędowej alei lipowej, łączącej klasztor z kościołem, powstały cztery kaplice kalwaryjne, stanowiące stacje drogi krzyżowej.
W lutym i marcu 1945 roku, w rejonie Niwnic toczyły się zacięte walki między wojskami niemieckimi (m.in. 18 Ochotniczą Dywizją Grenadierów Pancernych SS „Horst Wessel”) a Armią Czerwoną. Szymonki uległy częściowemu zniszczeniu. Mimo to, w budynkach klasztornych jeszcze przez krótki czas po wojnie przebywały niemieckie zakonnice. Po ich wysiedleniu do Niemiec w 1946 roku osada opustoszała. Pozostawione bez opieki budynki padły ofiarą szabrowników i wandali, a zespół klasztorny popadł w całkowitą ruinę.
Do początku XXI wieku, z dawnych zabudowań przetrwały jedynie fragmenty murów zewnętrznych kościoła i klasztoru. Najlepiej zachowanym elementem pozostała aleja lipowa, przy której niegdyś stały cztery kaplice. Pozostałości po domu świętego Szymona, cylindryczna sala niegdyś mieszcząca rzeźbę Ostatniej Wieczerzy, oraz resztki XIX-wiecznego cmentarza, są dziś dostępne dla eksploratorów i miłośników historii. Od skrzyżowania dróg powiatowych w Niwnicach, przez Nowy Ląd, Szymonki i Twardziel do Radłówki i dalej do Lwówka Śląskiego biegnie żółty szlak turystyczny.

### Obiekty dawnego zespołu klasztornego
- Kościół klasztorny – barokowa, jednonawowa budowla z kopią Grobu Świętego z Jerozolimy (identyczny jak święty grób w Görlitz).
- Dom świętego Szymona – pierwotnie kaplica lub dom pielgrzyma; mieścił rzeźby o tematyce religijnej.
- Plebania i budynki klasztorne – powstałe w XIX wieku, użytkowane do 1946 roku.
- Kaplice kalwaryjne – cztery stacje drogi krzyżowej przy alei lipowej.
- Cmentarz zakonny – zachowały się pozostałości nagrobków.